# Varovanje narave v Ugandi
Varovanje narave v Ugandi predstavlja postopke zaščite in trajnostne uporabe bogatih naravnih virov države. Gibanje je postalo pomembno med britanskim kolonialnim obdobjem v zgodnjem 20. stoletju in še naprej igra pomembno vlogo v politični ekonomiji Ugande, saj podpira turistično industrijo, ki predstavlja 23,5 % izvoza države.
V 60 zavarovanih območjih Ugande živijo populacije številnih kritično ogroženih vrst.

## Zgodovina varovanja
Aktivno usklajeno upravljanje divjih živali v Protektoratu Uganda se je začelo leta 1923 z ustanovitvijo Oddelka za nadzor nad sloni. Cilj te organizacije je bil zmanjšati škodo v kmečkem kmetijstvu z omejitvijo velikosti in obsega populacije slonov. Programi odstrela so v povprečju ubili 1000 slonov na leto.

## Nacionalne organizacije
Pro-Biodiversity Conservationists in Uganda (PROBICOU), ustanovljena leta 1999 in registrirana novembra 2000, je neprofitna organizacija s sedežem v Ugandi, katere cilj je ohranjanje in varstvo okolja, ohranjanje biotske raznovrstnosti in izvajanje načel trajnostnega razvoja v državi. PROBICOU je bila ustanovljena 14. decembra 2007 v skladu z Zakonom o gospodarskih družbah kot delniška družba brez delniškega kapitala.

## Mednarodne agencije

### Društvo za varstvo divjih živali
Leta 2015 so objavljeni rezultati Great Elephant Census, zračne raziskave, ki sta jo izvedla WCS skupaj z UWA, pokazali, da se je število afriških gozdnih slonov povečalo za skoraj 600 odstotkov z najnižjih 700 na 800 osebkov v letu 1980 do 5000 osebkov. Raziskava je bila izvedena v narodnem parku kraljice Elizabete (2913 slonov), narodnem parku Murchisonovi slapovi (1330 slonov) in narodnem parku doline Kidepo (656 slonov). Raziskava ni vključevala zavarovanih območij s populacijo slonov, kot so narodni park Kibale, narodni park gorovja Rwenzori, narodni park Semuliki in rezervat divjih živali Toro-Semliki, ter zaprtih območij s krošnjami, kot sta gozd Maramagambo v narodnem parku kraljice Elizabete in Kanijo Pabidi gozd znotraj narodnega parka Murchisonovi slapovi.

## Divje živali
Uganda je dom velikemu številu vrst, vključno s populacijo gorskih goril v narodnem parku Bwindi, gorilami in zlatimi opicami v narodnem parku goril Mgahinga ter povodnimi konji v narodnem parku Murchisonovi slapovi.